# L&YR Steel Hopper Wagon 54
Die Selbstentladewagen in Ganzstahlbauweise (im Englischen mit Steel Hopper Wagon bezeichnet) nach Musterblatt 54 der britischen Lancashire and Yorkshire Railway (L&YR) entstanden ab 1904 in den eigenen Werkstätten der Eisenbahngesellschaft in Newton Heath.

## Geschichte
Wie die meisten Eisenbahngesellschaften begann auch die L&YR nach 1900 mit dem Einsatz von Trichterwagen in Ganzstahlbauweise. 1903 wurden zweiachsige Schüttgutwagen mit Mittenentladung entworfen, die ab 1904 in den bahneigenen Werkstätten gebaut wurden. Bei späteren Serien wurde der Trichteraufbau rund 20 cm höher gebaut, um ein höheres Ladevolumen zu erzielen.
Um 1910 entstanden auch Trichterwagen mit Seitenentladung nach Musterblatt 79.
Wie lange diese Wagen im Einsatz waren, ist nicht bekannt.